# Erie County (Pennsylvania)
Erie County ist ein County im US-Bundesstaat Pennsylvania. Bei der Volkszählung im Jahr 2020 hatte das County 270.876 Einwohner und eine Bevölkerungsdichte von 130 Einwohnern pro Quadratkilometer. Der Verwaltungssitz (County Seat) ist Erie.

## Geschichte
Das County wurde am 12. März 1800 gebildet und im Jahr 1803 abschließend organisiert. Es wurde nach den Erie-Indianern benannt.
42 Bauwerke und Stätten des Countys sind im National Register of Historic Places (NRHP) eingetragen (Stand 23. Juli 2018).

## Geographie
Das County hat eine Fläche von 4036 Quadratkilometern, wovon 1959 Quadratkilometer Wasserfläche sind. Erie County grenzt im Südwesten an Ashtabula County (Ohio), im Süden an Crawford County, im Osten an Chautauqua County (New York), im Südosten an Warren County und im Norden an den Eriesee.
Das County wird vom Office of Management and Budget zu statistischen Zwecken als Erie, PA Metropolitan Statistical Area geführt.

## Bevölkerungsentwicklung

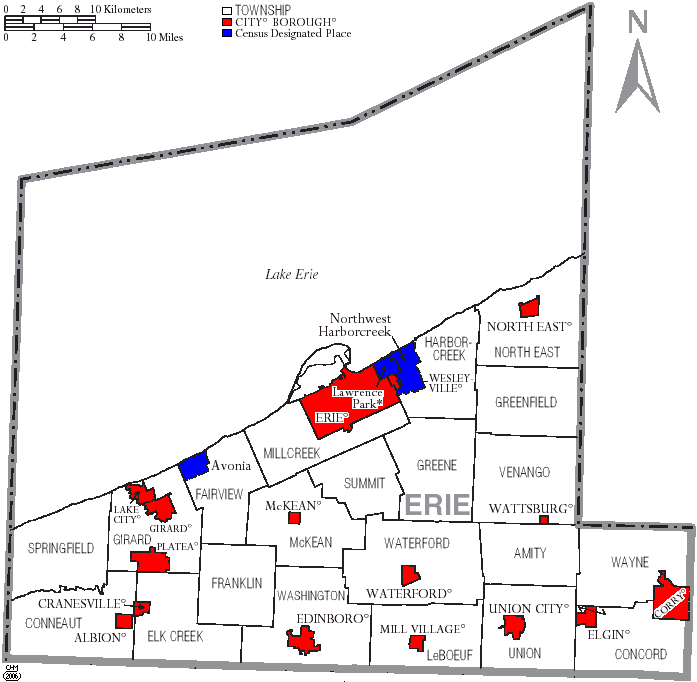
Karte des Erie Countys

## Städte und Ortschaften
| - Albion - Amity Township - Avonia - Concord Township - Conneaut Township - Corry - Cranesville - Edinboro - Elgin - Elk Creek Township - Erie - Fairview Township - Franklin Township - Girard Township | - Girard - Greene Township - Greenfield Township - Harborcreek Township - Lake City - Lawrence Park Township - Lawrence Park - LeBoeuf Township - McKean Township - McKean - Mill Village - Millcreek Township - North East Township | - North East - Northwest Harborcreek - Platea - Springfield Township - Summit Township - Union City - Union Township - Venango Township - Washington Township - Waterford Township - Waterford - Wattsburg - Wayne Township - Wesleyville |